# Garsa de mar de Magallanes
La garsa de mar de Magallanes (Haematopus leucopodus) és una espècie d'ocell de la família dels hematopòdids (Haematopodidae) que habita platges i llacunes de les illes Malvines i Sud-amèrica meridional, des del centre de Xile i sud de l'Argentina, fins Terra del Foc i les illes de la regió del Cap d'Hornos.